# Fiskfälla

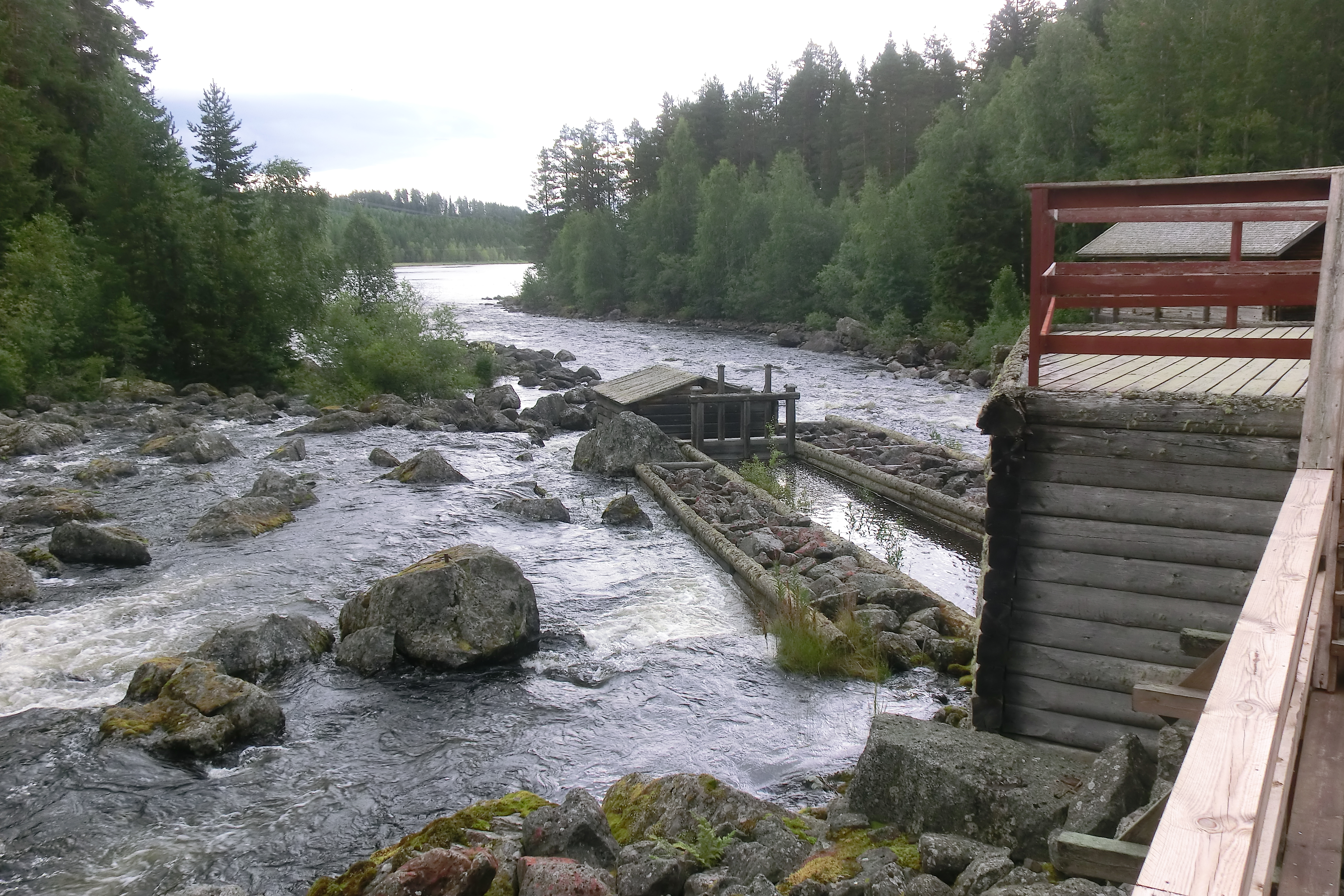
Det gamla ålhuset i Haverö strömmar är en fast fiskfälla.

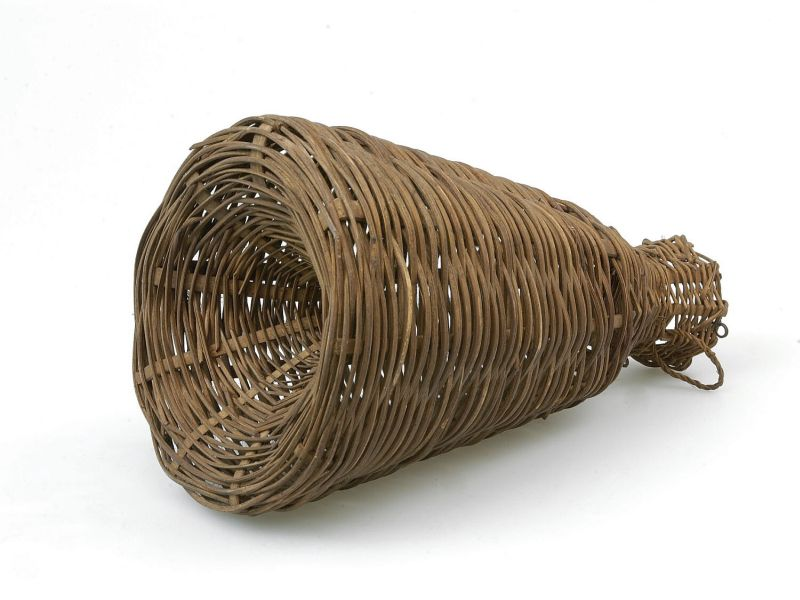
En mjärde från Indonesien.

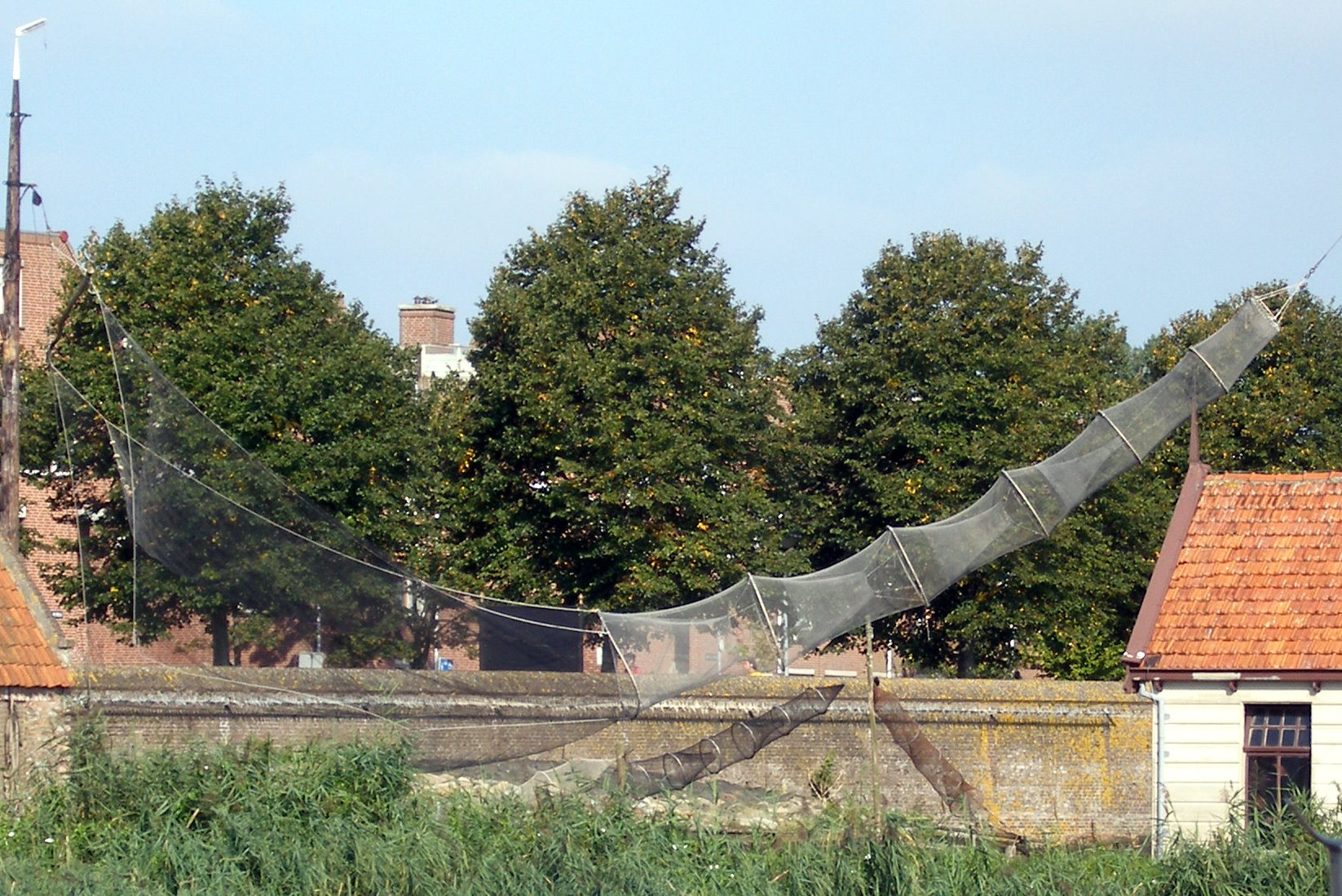
Ålhommor på tork i Nederländerna.

En fiskfälla är ett passivt redskap för fångst av fisk som också kan kallas för instängningsredskap. Fiskfällor kan vara antingen fasta eller rörliga.
Till de rörliga fiskfällorna hör:
- Mjärde, ett redskap som består av en eller flera avsmalnande burar eller korgar. Förr gjorde man mjärdar av vidjor eller spjälor, men idag används vanligen ståltrådsnät. I Finland kallas mjärden ofta för katsa.
- Ryssja, en nätstrut som hålls utspänd av ringar eller bågar. Den kan skjutas samman i längsled och kan därför göras mycket lång utan att bli ohanterlig.
- Homma, en variant av ryssja som används för att fiska ål.
- Laxfälla, en stor ryssja för fångst av lax.
- Tina, en bur med bete som används för fiske efter krabba, hummer och kräftor.
- Kräftbur, en bur eller mjärde som används för att fånga kräftor.

Till de fasta fiskfällorna hör:
- Katsa, ett staket eller ledgärde som leder in fisken i en inhägnad som den har svårt att hitta ut ifrån. Katsan byggs upp av spjälor eller störar nedslagna i botten på en sjö. Metoden används inte längre.
- Verke, stängsel i vatten som leder fisken fram till en ryssja eller mjärde.
- Ålkista eller ålhus, en stor, rektangulär låda av timmer eller bräder dit ålen förs med genom en ränna.
- Laxkista, en bur av lodrätt stående störar dit laxen förs med ledarmar.[4]
- Laxmina, en inhägnad byggd av stenkistor eller murverk som förr kunde sättas i en större älv för att fånga lax.[4]
- Lana, en stor nättratt eller ryssja som hålls utspänd av en träram och förankras i botten med träpålar. Den användes framför allt för att fånga ål i strömmande vatten, bland annat i Norrström i Stockholm.[3]
- Värmane, en fångstanordning bestående av dammar och flera lanor som huvudsakligen användes för fångst av nedgående ål.